# Oscar Parland

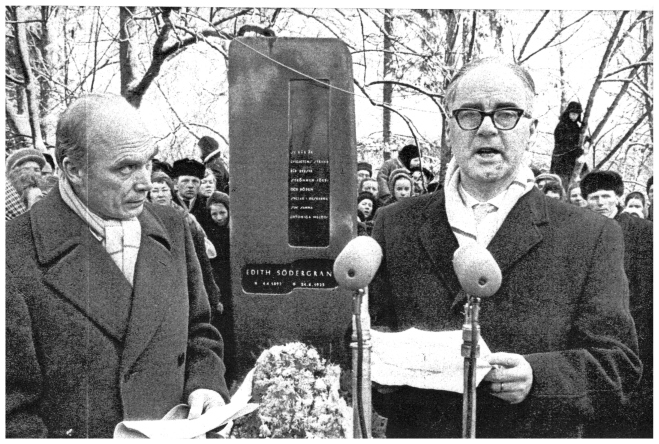
Oscar Parland (links) und J. O. Tallqvist bei einer Rede in Roschtschino während der Einweihung eines Denkmals zu Ehren Edith Södergrans 1960.

Oscar Percival Parland (* 20. April 1912 in Kiew; † 27. September 1997 in Helsinki) war ein finnlandschwedischer Schriftsteller, Übersetzer und Psychiater. Seine Brüder waren die Schriftsteller Henry und Ralf Parland.

## Leben
Oscar Parland war der Sohn des Ingenieurs Oswald Parland und seiner Frau Marie Julia Sesemann. Der britische Vorfahre Parlands zog nach Sankt Petersburg in den Dienst von Zarin Katarina, seine Mutter entstammte einer in Wyborg bekannten Balten-Deutschen Familie. Familie Parland sprach, wie viele andere Familien des kosmopolitischen westlichen Russlands jener Zeit, Deutsch, Russisch und Finnisch. Um den Wirren der Russischen Revolution zu entgehen, zog die Familie 1912 nach Finnland. Schwedisch lernte Parland erst durch den Besuch der Schule in Grankulla. Oscar Parland sagte später über sich, er sei Engländer, geboren in Russland mit Deutsch als Muttersprache, er habe eine schwedischsprachige Schule besucht, sei aber finnischer Staatsbürger.
Parland träumte davon, Komponist zu werden, studierte aber bis 1944 Medizin an der Universität Helsinki. 1941 heiratete er die Kritikerin und Übersetzerin Heidi Enckell, die sich von ihrem ersten Mann, dem Schriftsteller und Maler Rabbe Enckell, scheiden ließ. Parland behandelte später diese Dreiecksbeziehung zwischen Heidi, Rabbe und ihm in dem Drama Flanellkostym och farsans käpp (2003). Der Winterkrieg (1939–40) und der Fortsetzungskrieg (1941–44) zwischen Finnland und der Sowjetunion führte zu einer starken Depression Parlands. Er diente trotzdem in der Armee, obwohl er Pazifist war. Nachdem er sich von einem mentalen Zusammenbruch erholt hatte, wurde er in das Krankenhaus von Lapinlahti kommandiert. Während des Fortsetzungskrieges arbeitete Parland in der Militärpsychiatrie Pitkäniemi als Psychiater. Nachdem er in verschiedenen Krankenhäusern als Arzt gearbeitet hatte, besaß er von 1952 bis 1978 eine eigene psychiatrische Praxis.
In den späten 1940er Jahren war Parland ein Musikkritiker bei der Zeitung Arbetarbladet. 1948 traten er und andere finnlandschwedische Autoren der linken literarischen Vereinigung Kiila („Keil“) bei.
Parlands Novellen zeigen den Einfluss Thomas Manns, Marcel Prousts und Juri Oleschas, einer prominenten Figur des russischen Expressionismus. Im Alter von fünfzig Jahren traf Parland Gunnar Björling, den Pionier des finnlandschwedischen Modernismus, und später Rabbe Enckell und Elmer Diktonius. Modernistischer freier Ausdruck mit ungefesseltem Einfallsreichtum war typisch für Parlands Arbeiten. Parland schuf nur wenige Werke. Seine psychoanalytische Ausbildung beeinflusste aber stets sein Schreiben.

## Werke (Auswahl)
- Förvandlingar, 1945
- Den förtrollade vägen, 1953
- Tjurens år, 1962
- Kunskap och inlevelse, 1991
- Spegelgossen, 2001
- Flanellkostym och farsans käpp, 2003

## Preise und Auszeichnungen
- Literaturpreis der Zeitung Svenska Dagbladet 1953